# (5404) Uemura
(5404) Uemura es un asteroide perteneciente al cinturón de asteroides, descubierto el 15 de marzo de 1991 por Kin Endate y el también astrónomo Kazuro Watanabe desde el Observatorio de Kitami, Hokkaidō, Japón.

## Designación y nombre
Designado provisionalmente como 1991 EE1. Fue nombrado Uemura en honor a la exploradora Naomi Uemura, nacida en Hidaka, Prefectura de Hyōgo. Fue la primera en escalar las montañas más altas de los cinco continentes y la primera japonesa en llegar a la cima del monte Everest. Entre 1976 y 1978 se dedicó a la exploración de las regiones los polo norte y Groenlandia en trineo de perros. Fue dada por desaparecida en un intento de llegar a la cima del Denali en 1984.

## Características orbitales
Uemura está situado a una distancia media del Sol de 2,254 ua, pudiendo alejarse hasta 2,403 ua y acercarse hasta 2,105 ua. Su excentricidad es 0,066 y la inclinación orbital 9,892 grados. Emplea 1236,44 días en completar una órbita alrededor del Sol.

## Características físicas
La magnitud absoluta de Uemura es 12,9. Tiene 5,664 km de diámetro y su albedo se estima en 0,418. 